# News of the World (musikalbum)
News of the World är det sjätte studioalbumet av den brittiska rockgruppen Queen, utgivet i Storbritannien 28 oktober 1977 och i USA 1 november. Albumet spelades in mellan juli och september 1977 i två olika studior: Basing Street och Wessex Studios. Detta var det andra albumet gruppen producerade helt själva, denna gång assisterad av Mike Stone.
I Storbritannien nådde albumet plats fyra på albumlistan, medan den i USA nådde plats tre på Billboard 200. Albumets första singel var We Are the Champions som i USA släpptes som dubbel A-sida tillsammans med We Will Rock You. I Storbritannien nådde den som bäst plats två på singellistan. Nästa singel, Spread Your Wings, gavs ut 10 februari 1978 och nådde plats 34 i Storbritannien. Till sist (1978) släpptes It's Late som singel, dock endast i USA, Kanada, Nya Zeeland och Japan. Låten nådde #72 på US Billboard Hot 100.
På detta album var låtskrivandet till skillnad från tidigare album mer jämnt fördelat. Brian May skrev flest sånger (fyra), Freddie Mercury skrev tre låtar medan John Deacon och Roger Taylor stod för två låtar var. Albumet döptes efter den brittiska tidningen News of the World.
Albumet skiljer sig från de tidigare albumen då det inte är omgivet av samma progressiva mystik, utan har en mer spontan känsla. Detta medförde att gruppen fick en del sämre kritik vid släppet 1977. I dag anses det dock vara ett av de bästa hårdrocksalbumen från andra halvan av 1970-talet[källa behövs], innehållande de välkända låtarna "We Will Rock You" och "We Are the Champions".
Omslaget består av en målning av den amerikanska sci-fi-konstnären Frank Kelly Freas. Bilden föreställer en gigantisk intelligent robot som håller en eller flera döda människor i sin hand. Omslaget spelar en viktig roll i avsnittet Killer Queen i den tecknade tv-serien Family Guy.

## Låtlista
| 1. | We Will Rock You      | Brian May       | 2:02 |
| 2. | We Are the Champions  | Freddie Mercury | 3:02 |
| 3. | Sheer Heart Attack    | Roger Taylor    | 3:28 |
| 4. | All Dead All Dead     | May             | 3:11 |
| 5. | Spread Your Wings     | John Deacon     | 4:35 |
| 6. | Fight from the Inside | Taylor          | 3:04 |

| 1.           | Get Down Make Love       | Mercury      | 3:51  |
| 2.           | Sleeping on the Sidewalk | May          | 3:09  |
| 3.           | Who Needs You?           | Deacon       | 3:07  |
| 4.           | It's Late                | May          | 6:27  |
| 5.           | My Melancholy Blues      | Mercury      | 3:31  |
| Total längd: | Total längd:             | Total längd: | 39:30 |

## Medverkande
- John Deacon – bas, akustisk gitarr
- Brian May – gitarr, sång, piano, maracas
- Freddie Mercury – sång, piano, koskälla
- Roger Taylor – trummor, slagverk, sång, bas, gitarr

## Listplaceringar
| Titel                | Listpositioner | Listpositioner | Listpositioner | Listpositioner | Listpositioner | Listpositioner | Listpositioner | Listpositioner | Listpositioner |
| Titel                | AUT            | CHE            | FRA            | GBR            | IRL            | NLD            | NOR            | SWE            | USA            |
| -------------------- | -------------- | -------------- | -------------- | -------------- | -------------- | -------------- | -------------- | -------------- | -------------- |
| News of the World    | 9              | -              | -              | 4              | -              | -              | 4              | 9              | 3              |
| We Are the Champions | 12             | -              | 10             | 2              | 3              | 2              | 6              | 14             | 4              |
| We Will Rock You     | -              | 49             | 10             | -              | -              | -              | -              | -              | 2              |
| Spread Your Wings    | -              | -              | -              | 34             | -              | 26             | -              | -              | -              |